# 清澄通り

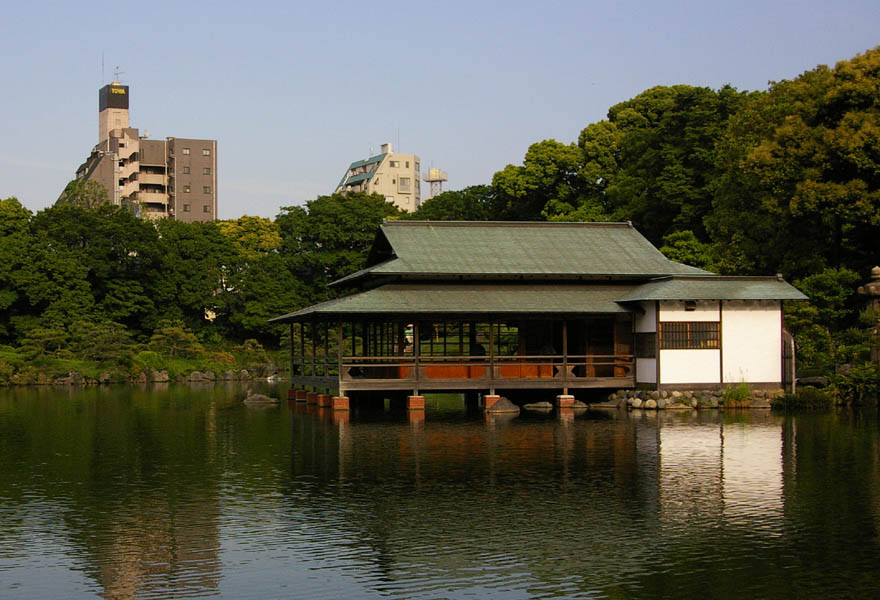
清澄庭園・涼亭

清澄通り（きよすみどおり）は、浅草通りと重複する東京都墨田区吾妻橋一丁目から、中央区豊海水産埠頭まで至る道路の通称。
晴海通りとの交差地点である勝どき交差点から北側は、東京都道453号本郷亀戸線と東京都道463号上野月島線の一部である。
春日通りから晴海通りまでは、都営地下鉄大江戸線が地下を通過している。

## 主な名所
- 浅草
- 隅田川
- 清澄庭園
- 東京海洋大学
- 豊海水産埠頭

## 交差・平行する主な道路
- 浅草通り（東京都道453号本郷亀戸線・東京都道463号上野月島線吾妻橋支線）- 吾妻橋一丁目交差点
- 墨堤通り（東京都道461号吾妻橋伊興町線）- 吾妻橋一丁目交差点
- 東京都道463号上野月島線 - 名称なし交差点（駒形橋東詰）
- 春日通り（東京都道453号本郷亀戸線・墨田区道）- 本所一丁目交差点
- 蔵前橋通り（東京都道315号御徒町小岩線）- 石原一丁目交差点
- 京葉道路（国道14号）- 緑一丁目交差点
- 首都高速7号小松川線
- 新大橋通り（東京都道・千葉県道50号東京市川線）- 森下駅前交差点
- 清洲橋通り（東京都道474号浜町北砂町線）- 清澄三丁目交差点
- 葛西橋通り（東京都道475号永代葛西橋線）- 深川一丁目交差点
- 首都高速9号深川線
- 永代通り（東京都道・千葉県道10号東京浦安線）- 門前仲町交差点
- 八重洲通り（東京都道463号上野月島線）- 名称なし交差点（相生橋南詰付近）
- 佃大橋通り（東京都道473号新富晴海線）- 初見橋交差点
- 晴海通り（東京都道304号日比谷豊洲埠頭東雲町線）- 勝どき駅前交差点
- 環二通り（東京都道・千葉県道50号東京市川線支線） - 勝どき陸橋交差点

## 接続する主な駅
- 両国駅（都営地下鉄大江戸線）
- 森下駅（大江戸線・新宿線）
- 清澄白河駅（大江戸線・東京メトロ半蔵門線）
- 門前仲町駅（大江戸線・東京メトロ東西線）
- 越中島駅（JR京葉線）
- 月島駅（大江戸線・東京メトロ有楽町線）
- 勝どき駅（大江戸線）